# Combatiente ilegal
Combatiente ilegal es, en el marco del derecho internacional humanitario, un término jurídico usado para designar a aquellos civiles que participan activamente en los conflictos armados. Son, por ejemplo, los espías o los mercenarios que participan en acciones bélicas; por ejemplo, los empleados de una empresa militar privada.

## Instituciones y convenios
El Comité Internacional de la Cruz Roja, sobre la base de convenios internacionales, establece que un “combatiente ilegal” o “combatiente/beligerante no privilegiado” es un combatiente que se involucra directamente en un conflicto armado en violación a las leyes de la guerra. Un combatiente ilegal puede ser detenido o procesado por tal acción, en virtud de la legislación nacional del estado que lo detenga; y sujeto por lo tanto a los tratados internacionales de la justicia y los derechos humanos.
Los Convenios de Ginebra se aplican en las guerras entre dos o más estados soberanos. El Artículo 5 del Tercer Convenio de Ginebra establece que el estatus de un detenido debe ser determinado por un "tribunal competente". Hasta ese momento, debe ser tratado como un prisionero de guerra. Con posterioridad a que un "tribunal competente" haya determinado que un individuo detenido es un combatiente ilegal, el poder que lo ha detenido puede optar por conceder al combatiente ilegal detenido los derechos y privilegios de un prisionero de guerra, tal como se describe en el Tercer Convenio de Ginebra, pero no está obligado a hacerlo. Un combatiente ilegal que no es nacional de un estado neutral y que no es nacional de un estado co-beligerante, conserva los derechos y privilegios bajo el Cuarto Convenio de Ginebra por lo que debe ser "tratado con la humanidad y, en caso de juicio, no debe ser privado de un debido proceso”.
Si bien el concepto de combatiente ilegal está incluido en el Tercer Convenio de Ginebra, la frase en sí no aparece explícitamente en el documento. El Artículo 4 del Tercer Convenio de Ginebra describe categorías en las que una persona puede tener derecho a la condición de prisionero de guerra y hay otros tratados internacionales que niegan la condición de combatiente legal a mercenarios y niños soldado. En Estados Unidos, la Ley de 2006 de Comisiones Militares estableció la definición legal de este término y asignó al Presidente de los Estados Unidos amplias atribuciones para determinar si una persona puede ser calificada como combatiente enemigo ilegal según la legislación de los Estados Unidos. La suposición de que existe la categoría de combatiente ilegal, no está en contradicción con los resultados del Tribunal Penal Internacional para la ex Yugoslavia en la Sentencia Celebici. La sentencia citó el comentario del Comité Internacional de la Cruz Roja (CICR) en 1958 en la Cuarta Convención de Ginebra: "Toda persona en manos del enemigo puede ser un prisionero de guerra y, como tal, estar cubierta por el III Convenio; o un civil, en cuyo caso, estar cubierta por el IV Convenio".
Más aún, “No existe un estado intermedio; ninguna persona en manos del enemigo puede estar fuera de la ley” debido a que en la opinión del CICR, "Si los civiles participan directamente en las hostilidades, se consideran “ilegales" o combatientes “no privilegiados” (los tratados de derecho humanitario no contienen expresamente estos términos). Ellos pueden ser procesados por tal acción bajo la ley del estado que los detenga".
Las Convenciones de Ginebra no reconocen ningún estatus legal para combatientes de conflictos que no involucren a dos o más estados soberanos. Un estado en conflicto sólo está legalmente obligado a observar el artículo 3 de los Convenios de Ginebra y puede ignorar todos los demás artículos. Pero cada estado es completamente libre de aplicar la totalidad o parte de los artículos restantes de la Convención.

## Derecho y práctica internacional
La expresión “combatiente ilegal” ha sido usada en el siglo pasado en literatura legal, manuales militares y jurisprudencia.

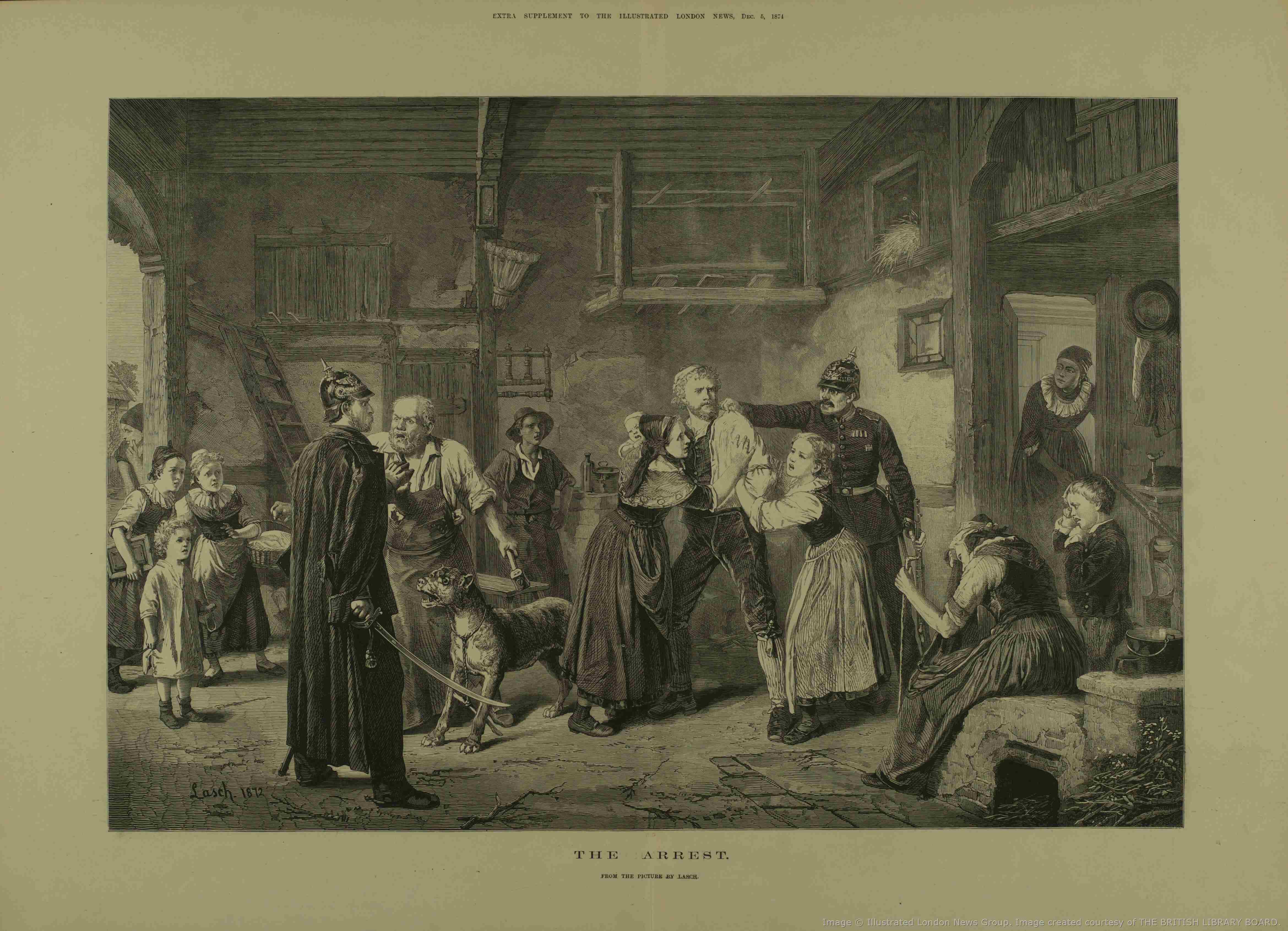
Captura de un francotirador, por Carl Johann Lasch.

No obstante, al contrario de expresiones como “combatiente”, “prisionero de guerra y “civil”, la expresión “combatiente ilegal” no está mencionada explícitamente en las Conferencias de La Haya de 1899 y 1907 o las Convenciones de Ginebra. De este modo, mientras que las anteriores expresiones son bien conocidas y claramente comprendidas bajo la legislación internacional, no sucede lo mismo con la expresión “combatiente ilegal”.
En la Primera Conferencia de La Haya, cuya apertura fue el 6 de mayo de 1899, hubo un desacuerdo entre las Grandes Potencias del momento, que consideraban a los “francotiradores” combatientes ilegales sujetos a ejecución desde el momento de la captura, y un grupo de pequeños estados encabezados por Bélgica que se oponían al principio mismo de los derechos y deberes de los ejércitos de ocupación y exigían un derecho ilimitado para la resistencia de la población de los territorios ocupados. Como un compromiso, el representante de Rusia Fyodor Fyodorovich Martens propuso la llamada “Cláusula Martens”, que está incluida en el preámbulo de la “Convención de La Haya II de 1899 - Leyes y costumbres de la guerra terrestre”. Párrafos similares se han incorporado en muchos tratados posteriores que cubren extensiones de derecho humanitario.

### Prisioneros de guerra
El Convenio de Ginebra relativo al Tratamiento de Prisioneros de Guerra, del 12 de agosto de 1949, Tercer Convenio de Ginebra define los requisitos para que una persona capturada sea considerada “prisionero de guerra” (PDG). Un “combatiente ilegal” es alguien que llevó a cabo actos de hostilidad pero no califica para el estatus de PDG bajo los Artículos 4 y 5 del Tercer Convenio de Ginebra.
Entre otros muchos organismos e instituciones, el Comité Internacional de la Cruz Roja proporciona una versión en español de dicho convenio. Los Artículos 4 y 5 establecen:
Artículo 4 - Prisioneros de guerra
A. Son prisioneros de guerra, en el sentido del presente Convenio, las personas que, perteneciendo a una de las siguientes categorías, caigan en poder del enemigo:
1) los miembros de las fuerzas armadas de una Parte en conflicto, así como los miembros de las milicias y de los cuerpos de voluntarios que formen parte de estas fuerzas armadas;
2) los miembros de las otras milicias y de los otros cuerpos de voluntarios, incluidos los de movimientos de resistencia organizados, pertenecientes a una de las Partes en conflicto y que actúen fuera o dentro del propio territorio, aunque este territorio esté ocupado, con tal de que estas milicias o estos cuerpos de voluntarios, incluidos estos movimientos de resistencia organizados, reúnan las siguientes condiciones:
a) estar mandados por una persona que responda de sus subordinados;
b) tener un signo distintivo fijo reconocible a distancia;
c) llevar las armas a la vista;
d) dirigir sus operaciones de conformidad con las leyes y costumbres de la guerra;
3) los miembros de las fuerzas armadas regulares que sigan las instrucciones de un Gobierno o de una autoridad no reconocidos por la Potencia detenedora;
4) las personas que sigan a las fuerzas armadas sin formar realmente parte integrante de ellas, tales como los miembros civiles de tripulaciones de aviones militares, corresponsales de guerra, proveedores, miembros de unidades de trabajo o de servicios encargados del bienestar de los militares, a condición de que hayan recibido autorización de las fuerzas armadas a las cuales acompañan, teniendo éstas la obligación de proporcionarles, con tal finalidad, una tarjeta de identidad similar al modelo adjunto;
5) los miembros de las tripulaciones, incluidos los patrones, los pilotos y los grumetes de la marina mercante, y las tripulaciones de la aviación civil de las Partes en conflicto que no se beneficien de un trato más favorable en virtud de otras disposiciones del derecho internacional;
6) la población de un territorio no ocupado que, al acercarse el enemigo, tome espontáneamente las armas para combatir contra las tropas invasoras, sin haber tenido tiempo para constituirse en fuerzas armadas regulares, si lleva las armas a la vista y respeta las leyes y las costumbres de la guerra.
B. Se beneficiarán también del trato reservado en el presente Convenio a los prisioneros de guerra:
1) las personas que pertenezcan o hayan pertenecido a las fuerzas armadas del país ocupado, si, por razón de esta pertenencia, la Potencia ocupante, aunque inicialmente las haya liberado mientras proseguían las hostilidades fuera del territorio que ocupa, considera necesario internarlas, especialmente tras una tentativa fracasada de estas personas para incorporarse a las fuerzas armadas a las que pertenezcan y que estén combatiendo, o cuando hagan caso omiso de una intimidación que les haga por lo que atañe a su internamiento;
2) las personas que pertenezcan a una de las categorías enumeradas en el presente artículo que hayan sido recibidas en su territorio por Potencias neutrales o no beligerantes, y a quienes éstas tengan la obligación de internar en virtud del derecho internacional, sin perjuicio de un trato más favorable que dichas Potencias juzguen oportuno concederles, exceptuando las disposiciones de los artículos 8, 10, 15, 30, párrafo quinto, 58 a 67 incluidos, 92 y 126, así como las disposiciones relativas a la Potencia protectora, cuando entre las Partes en conflicto y la Potencia neutral o no beligerante interesada haya relaciones diplomáticas. Cuando haya tales relaciones, las Partes en conflicto de las que dependan esas personas estarán autorizadas a ejercer, con respecto a ellas, las funciones que en el presente Convenio se asignan a las Potencias protectoras, sin perjuicio de las que dichas Partes ejerzan normalmente de conformidad con los usos y los tratados diplomáticos y consulares.
C. El presente artículo no afecta al estatuto del personal sanitario y religioso, como se estipula en el artículo 33 del presente Convenio.
Artículo 5 - Principio y fin de la aplicación
El presente Convenio se aplicará a las personas mencionadas en el artículo 4 a partir del momento en que caigan en poder del enemigo y hasta su liberación y su repatriación definitiva.
Si hay duda por lo que respecta a la pertenencia a una de las categorías enumeradas en el artículo 4 de las personas que hayan cometido un acto de beligerancia y que hayan caído en poder del enemigo, dichas personas se benefician de la protección del presente Convenio, en espera de que un tribunal competente haya determinado su estatuto.
Estos términos dividen así a los combatientes en zona de guerra en dos clases: aquellos que evidencian pertenencia a ejércitos y milicias organizadas y similares (“combatientes legales”) y aquellos que no lo hacen. La distinción crítica es que un combatiente legal (tal como se ha definido antes) no puede ser inculpado de responsabilidad personal por violaciones a las leyes civiles, que son permitidas bajo las leyes y costumbres de la guerra, si es capturado, un combatiente legal debe ser tratado por el enemigo como prisionero de guerra, con las condiciones establecidas en el Tercer Convenio de Ginebra.
Si existe alguna duda sobre si un combatiente detenido es efectivamente un “combatiente legal”, entonces el detenido será considerado prisionero de guerra hasta que su estatus haya sido determinado por un “tribunal competente”.
Si el tribunal establece que una persona es “combatiente ilegal”, entonces su estatus cambia y deja de ser considerado prisionero de guerra, para ser considerado “civil”, lo que, en ciertos casos, podría otorgarle derechos establecidos en el Cuarto Convenio de Ginebra. En algunas circunstancias extremas, la definición del estatus de un detenido puede derivar en cambios fundamentales de su situación de vida presente y futura.

#### Personas que no son prisioneros de guerra en un conflicto internacional
Un civil “en manos” del enemigo, a menudo puede incrementar sus derechos si califica para el estatus de “persona protegida” según el Convenio de Ginebra relativo a la protección debida a las personas civiles en tiempo de guerra.

#### Combatientes que no califican para el estatus de prisionero de guerra (PDG)
Si el combatiente está involucrado en un “conflicto armado que no sea de carácter internacional”, el artículo 3 de las disposiciones generales de los Convenios de Ginebra, establece que debe ser “tratado humanamente” y si corresponde las “sentencias deben … ser pronunciadas por un tribunal legítimamente constituido”.

### Violación de libertad condicional
Un combatiente que es prisionero de guerra y que consecuentemente se encuentra en libertad bajo palabra con la condición de que no tomará las armas contra la potencia beligerante (o potencias co-beligerantes) que lo han hecho prisionero, es considerado culpable de violación de libertad bajo palabra cuando incumple dicha condición. Se lo considera culpable de incumplimiento de leyes y costumbres de guerra, a menos que haya circunstancias atenuantes.

### Mercenarios
El Artículo 47 del Protocolo 1 (Adicional a los Convenios de Ginebra del 12 de agosto de 1949 y relativo a la Protección de Víctimas de Conflictos Armados Internacionales) establece en la primera frase que “Un mercenario no tendrá el derecho al estatuto de combatiente o prisionero de guerra”.
El Artículo 3.2 de la Resolución 44/34 de Naciones Unidas vigente desde el 20 de octubre de 2001 establece que “Un mercenario … que participa directamente en hostilidades o en un acto concertado de violencia … comete una ofensa a los propósitos de la Convención”.

### Niños soldados
En el año 1989, la Convención sobre los Derechos del Niño, en el artículo 38, establece: "Los Estados Partes tomarán todas las medidas posibles para asegurar que las personas que no hayan alcanzado la edad de 15 años no tomen parte directa en hostilidades".
El Protocolo Facultativo de la Convención sobre los Derechos del Niño sobre los niños en los conflictos armados, que entró en vigor en febrero de 2002, prohíbe el uso directo de cualquier niño menor de 18 años en los conflictos armados y prohíbe todo uso menores de 18 años por parte de grupos armados no estatales.
El 26 de julio de 2005, el Consejo de Seguridad de las Naciones Unidas aprobó por unanimidad Resolución 1612 del Consejo de Seguridad de la ONU, la sexta de una serie de resoluciones sobre los niños y los conflictos armados.
Resolución 1612 estableció el primer sistema de seguimiento y elaboración de informes completos para exigir el cumplimiento entre los grupos que utilizan niños soldados en los conflictos armados.

## Uso dado por los EE.UU. en el contexto de la guerra contra el terrorismo

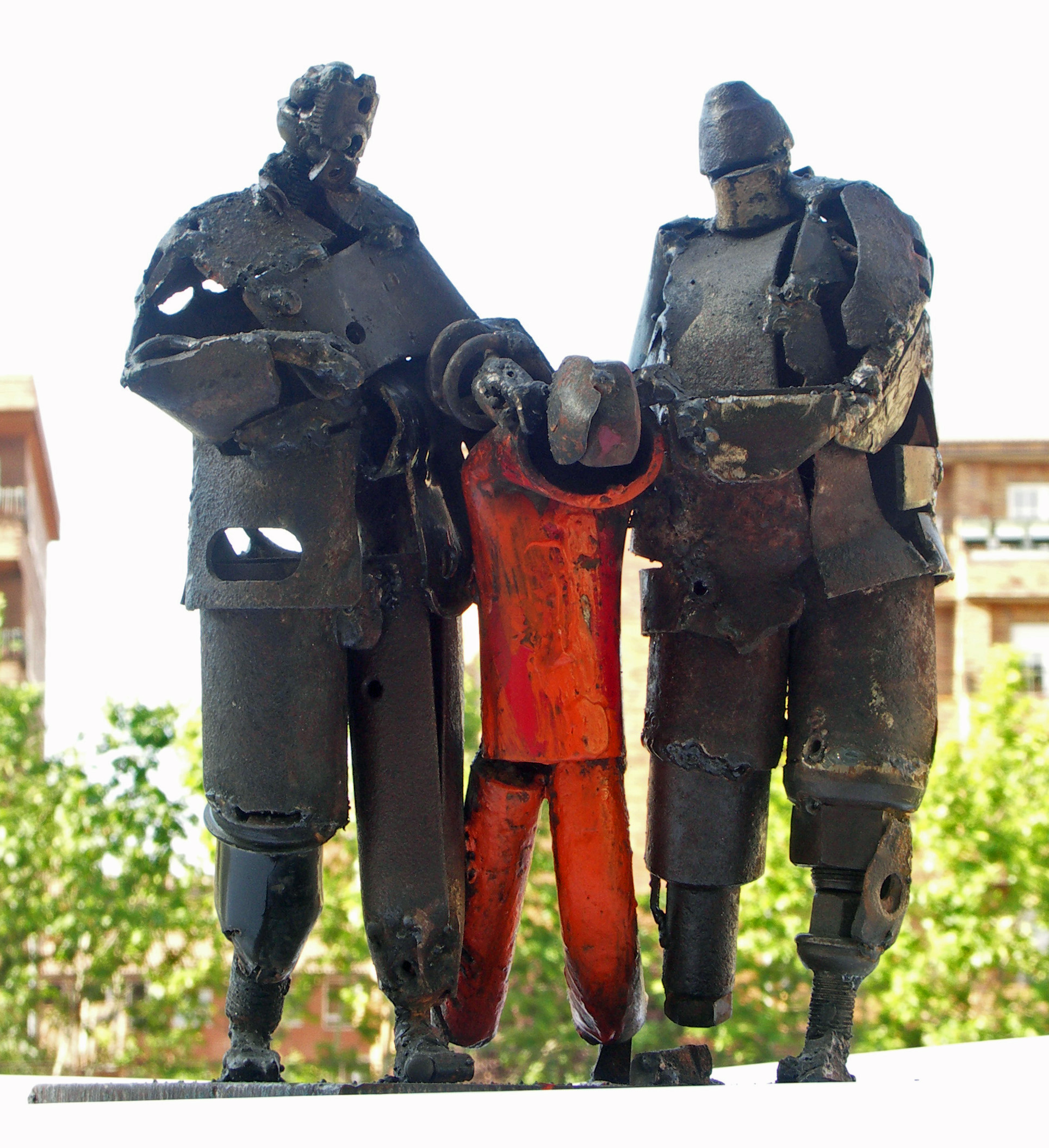
Escultura de José Antonio Elvira mostrando el cautiverio de un preso en el centro de detención de Guantánamo.

El gobierno de Estados Unidos usa este mismo término para designar a los más de 591 presos (a agosto de 2006) que se encuentran recluidos en la base naval de Guantánamo en la isla de Cuba. Los presos son retenidos, según algunos, ilegalmente y se les niega la mayoría de consideraciones dadas a prisioneros de guerra en la Convención de Ginebra.
Los prisioneros de Guantánamo que permanecen en un limbo legal, muchos de ellos desde 2002, reciben ese apelativo por parte del gobierno estadounidense. En julio de 2006 la Corte Suprema de Estados Unidos falló que el presidente George W. Bush no tenía autoridad para ordenar juicios militares a los detenidos en Guantánamo. El fallo es una amonestación al gobierno de Bush, que ha sido acusado de usar la guerra contra el terrorismo como pretexto para excederse de sus poderes constitucionales.
Según Amnistía Internacional, en 2006 había más de 500 de estos presos que no habían sido acusados de ningún delito y, por tanto, no habían sido juzgados ni condenados a ninguna pena. Por lo que el centro de detención de Guantánamo suponía un secuestro y un caso de tortura continuada. Esta organización lanzó la campaña Cerremos Guantánamo para solicitar la acusación formal de los presos y su enjuiciamiento, la liberación de los que no fueran acusados de ningún cargo y el enjuiciamiento de quienes hubiesen cometidos torturas o malos tratos.

### Otros países
Israel, desde la “Ley de Encarcelamiento de Combatientes ilegales” del año 2002, hace distinciones teóricas entre combatientes legales e ilegales, y los estatus legales que de esto derivan.
La Fiscalía de la Corona del Reino Unido (CPS) hace la distinción. El CPS llevó a cabo una "revisión integral de las pruebas relativas a la muerte de sargento Steven Roberts del segundo Regimiento Real de Tanques y el Sr. Zaher Zaher, de nacionalidad iraquí , en Az Zubayr, Irak el 24 de marzo de 2003”: Al revisar el caso, el abogado de la CPS consideró el posible enfoque de que, a causa de su comportamiento, el Sr. Zaher se había convertido en un combatiente ilegal y por lo tanto en virtud de las normas de intervención bajo las cuales operaban, los soldados británicos habrían tenido derecho a tomar acción ofensiva en su contra. Bajo las normas de intervención y la Convención de Ginebra, a menos que una persona se identifique positivamente como un combatiente, debe considerarse un civil y tratada en consecuencia. Como el enfoque alternativo fue que el Sr. Zaher no era un combatiente ilegal sino un civil, el abogado revisor también consideró si los soldados podían confiar en la propia defensa.

## Críticas internacionales del estatuto de combatiente ilegal
La designación de algunos prisioneros como "combatientes ilegales", ha sido objeto de críticas por parte de las instituciones internacionales de derechos humanos, incluyendo Amnistía Internacional, el Observatorio de Derechos Humanos (Human Rights Watch) y el Comité Internacional de la Cruz Roja.
En respuesta a la campaña conducida por EE. UU. contra Afganistán, un asesor jurídico de la División Jurídica del CICR publicó un artículo sobre el tema en el cual afirmó: “Mientras que los términos 'combatiente' , 'prisionero de guerra' y 'persona civil' se emplean y definen generalmente en los tratados de derecho internacional humanitario, los de 'combatiente ilegal' o 'combatiente/beligerante no privilegiado' no figuran en ellos. Sin embargo, se han utilizado con frecuencia, al menos desde el comienzo del último siglo, en textos jurídicos, en manuales militares y en la jurisprudencia. Las connotaciones asociadas a estos términos y sus consecuencias por lo que respecta al régimen de protección aplicable no siempre son muy claras.”
Human Rights Watch ha señalado que en un juicio, el Tribunal Penal Internacional para la ex Yugoslavia interpretó el Comentario: IV Convenio de Ginebra relativo a la protección debida a las personas civiles en tiempo de guerra (Ginebra;1958) del Comité Internacional de la Cruz Roja, para decir que: “no hay diferencia entre el Tercer y Cuarto Convenio de Ginebra. Si una persona no tiene derecho a la protección del III Convenio como prisionero de guerra ... es que él o ella queda necesariamente en el ámbito de IV Convenio, siempre que se satisfagan los requisitos del artículo 4 que definen a una persona protegida.”
Esto no quiere decir que el estado de combatiente ilegal no existe, pues en opinión del CICR “Si los civiles participan directamente en las hostilidades, se consideran combatientes o beligerantes "ilegales" o "no privilegiados " ... [y] Pueden ser procesados por tal acción bajo la ley interna del Estado que los haya detenido"
Los críticos del internamiento de Guantánamo se preocupan de que la introducción del estatus de “combatiente ilegal” siente un precedente, peligroso por el riesgo de que otros regímenes lo sigan. Cuando el gobierno de Liberia detuvo al activista estadounidense Hassan Bility en 2002, las autoridades liberianas desestimaron las quejas de Estados Unidos, respondiendo que había sido detenido como un combatiente ilegal.